# Logan County, Kansas
Logan County är ett administrativt område i delstaten Kansas, USA, med 2 756 invånare. Den administrativa huvudorten (county seat) är Oakley.

## Geografi
Enligt United States Census Bureau har countyt en total area på 2 779 km². 2 779 km² av den arean är land och 0 km² är vatten.

### Angränsande countyn
- Thomas County - nord
- Gove County - öst
- Scott County - sydost
- Wichita County - syd
- Wallace County - väst
- Sherman County - nordväst

### Orter
- Oakley (huvudort, delvis i Gove County och Thomas County)
- Russell Springs
- Winona